# Ilja Kovaljčuk
Ilja Valerjevič Kovaljčuk, skraćeno Ilja Kovaljčuk (ruski: Илья Валерьевич Ковальчук; Kalinin, 1. travnja 1983.) ruski je profesionalni hokejaš na ledu. Desnoruki je napadač i igra na poziciji lijevog krila. Kovaljčuka su Atlanta Thrashersi birali kao prvi izbor drafta 2001. godine i bio nominiran za Calder Memorial Trophy kojeg dobiva najbolji novak lige. U sezoni 2003./04. bio je najbolji strijelac regularnog dijela NHL sezone s 87 bodova (41 gol, 46 asistencija), a ujedno je trostruki All-Star. Nakon 8 sezona igranja za Atlantu napustio je Georgiju i preselio se u New Jersey.

## National Hockey League

### Atlanta Thrashers
Kovaljčuk je bio prvi izbor Atlanta Thrashersa na draftu 2001., i već je u predsezoni pokazao da je briljantan talent. U napadu mu je partner bio Dany Heatley, izbor iz druge runde 2000., koji je također imao sjajnu predsezonu. Njih dvojica su se u pobjedi Thrashersa 2:1 u Buffalu, predstavili u lijepom svjetlu, iako nisu zabilježili bodovni učinak. U sjajnoj večeri protiv Washingtona, 27. listopada 2001., najzaslužniji za prvu pobjedu Atlante kod kuće (1:0) bili su vratar Milan Hnilicka i Kovaljčuk koji je postigao pobjednički gol s igračem više i jedini na utakmici. Thrashersi su u tom trenutku bili momentalno najslabija momčad NHL-a, ali imali su Heatlyja i Kovaljčuka koji su se sjajno sporazumjevali u rookie sezoni i priredili nekoliko iznenađujućih rezultata. Utakmicu sezone odigrao je u dvoboju između Panthersa i Thrashersa, koju je Atlanta odigrala fantastično i dobila ju sa 6:1, a Kovaljčuk je briljirao, zabivši jedan gol kojem je pridodao čak četiri asista. Krajem siječnja, svojim 25 golom sezone Kovaljčuk je donio, kasnije se pokazalo, pobjednički pogodak Atlanti protiv New Jersey Devilsa. Sezonu je završio kao drugoplasirani u poretku za Calder Trophy za najboljeg novaka lige, iza suigrača Danyja Heatleyja s 51 bodom.
Već je sljedeće sezone (2002./03.) postao glavnim igračem i vođom ekipe, te je već tada držao "konce" Thrashersa u svojim rukama. Iako je Atlanta bila talentirana ekipa, svoju prvu pobjedu u sezoni zabilježila je tek 3. studenog 2002., a nakon što su sezonu započeli s 19 utakmica bez pobjede (računajući i prošlu sezonu), Thrashersi su uspjeli preokrenuti stvari na bolje, te su 14. studenog 2002. slavili po treći puta zaredom, u produžetku su "pali" San Jose Sharksi. Na staru godinu, Pittsburgh je natpucao Thrasherse sa 7-1 u produžetku, nakon regularnih 2:2. Ali ipak, Atlanti je jedan udarac bio dovoljan, 20 sekundi prije kraja produžetka Kovaljčuka, iz kontre, za prvu pobjedu Thrashersa u povijesti nad Pittsburghom. Napredovao je u odnosu na prošlu sezonu postigavši 38 golova i osvojivši 68 bodova, naspram prošlogodišnjih 51. 
| "On je poput napadačke mašine za nas. Vrlo je kreativan, ima sjajnu viziju..dovoljno je pogledati njegov pogodak da bi se vidjelo o kakvom se igraču radi."— -Bob Hartle, bivši trener Thrashersa, o Kovaljučuku (2004.) |

U novu sezonu (2003./04.) krenuo je sjajno i u odsustvu Danyja Heatleya postigavo je dva hat-tricka, od čega je drugi u pobjedi protiv Nashville Predatorsa 4:2, a nekoliko dana kasnije drugi puta zaredom primio je nagradu za najboljeg ofenzivnog igrača tjedna. Krajem studenoga 2003. Kovaljčuk je nastavio sa sjajnim igrama upisavši deset pogodaka u sedam utakmica, a dobre igre pružio je i u ostatku sezone. Zbog štrajka igrača (eng. lock-out) tijekom sezone 2004./05. Kovaljčuk se vratio kući, gdje je igrao za ruski Ak Bars Kazan, a kasnije i Himik Moskovskaja oblast.
Nakon jednogodišnje pauze, Kovaljčuk se vratio u Thrasherse, ali s njime u momčadi Atlanta je početkom sezone bilježila same poraze. Tijekom sezone su se konsolidirali, ali nisu uspjeli ući u play-off. Kovaljčuk je odigrao sezonu karijere osvojivši 98 bodova (52 gola, 46 asistencija), ali to nije bilo ni približno blizu za osvajanje Hart Trophyja koji je pripao Joeu Thorntonu (125 bodova). Kovaljčuk je prvi igrač u povijesti Atlanta Thrashersa koji je u jednoj sezoni postigao 50 ili više pogodaka. I sljedeće sezone Atlanta je slovila za odličnu napadačku momčad, na čelu s dva klasna hokejaša, Marianom Hossom i Kovaljčukom te odličan postotak realizacije powerplaya, najveći su bili razlozi odličnih rezultata i položaja na ljestvici Thrashersa. Na utakmici protiv Bostona Kovaljčuk je postigao sva tri svoja gola na sličan način, iz powerplaya. Još jedan hat-trick postigao je za dva boda protiv Floride, ponovo iz powerplayja. Međutim, za razliku od prošle sezone Kovaljčuk je osvojio samo 76 bodova (42 gola, 34 asistencije). 
Nova sezona (2007./08.) nosila je i novi izazov za Kovaljčuka, a on je imao sjajan ulazak u sezonu. Početkom studenoga 2007. i ludoj utakmici u Tampi Atlanta je povela, Tampa preokrenula na 4:1, na kraju slavili su gosti iz Atlante sa 6:4. Junak je ponovno bio Kovaljčuk, koji je nevjerojatnom igrom postigao drugi hat-trick u tri dana, uz to je još dodao asistenciju. Tri dana nakon Nove godine, Atlanta je nakon dva perioda imala prednost od 3:1 kod Caroline, no ipak su im trebali produžeci da stignu do pobjede. Kovalčuk je imao još jednu večer za pamćenje. Pogodak i tri asistencije i ponovno je bio prva zvijezda utakmice. Nekoliko dana kasnije, objavljeni su konačni sastavi za All-Star utakmicu koja se održala u Atlanti i Kovaljčuk je izabran kao zamjena u momčadi Istoka. Krajem siječnja protiv Pittsburgha Kovaljčuk je postigao pogodak krajem prve kojim je učvrstio vodstvo Atlante na 2:0, ali ubrzo zatim je morao napustiti utakmicu. U jednom duelu s igračem Pittsburgha Jarkkom Ruutuom stradalo je koljeno i Kovaljčuk se više nije vraćao na led. U tom trenuku bio je vodeći strijelac lige, a zbog ozljede (propustio 3 utakmice) izgubio je prvo mjesto. Svoj 40.-ti pogodak sezone Kovaljčuk je postigao kod New Jerseyja, ali Thrashersi su slavili tek nakon izvođenja penala. U porazu Atlante od Philadelphije 3:2, 19. ožujka 2008. Kovaljčuk je postigao 50. pogodak sezone, a sezonu je zavšio na kontu s 87 osvojenih bodova (52 gola, 35 asistencija). 
Prvi pogodak u novoj sezoni (2008./09.) Kovaljčuk je postigao u četvrtoj utakmici i domaćem porazu 4:2 od Minnesote. Početkom studenog 2008. bio je dvostruki strijelac u susretu s Floridom, a nekoliko dana kasnije Atlanta je pod vodstvom Kovaljčuka (pogodak i asistencija) nastavila svoj pobjednički niz na gostovanju u Carolini. U večeri uvjerljivih domaćina, 9. studenog 2009. jedanaest novih utakmica Atlanta je pobijedila u New Jerseyju i to je bio ujedno i jedini susret u kom su slavili gosti. Kovaljčuk se jednom upisao u strijelce postigavši drugi gol za ukupnih 4:0. 
Odličan susret odigrao je 17. siječnja 2009. kada je s dva pogotka i asistencijom predvodio Atlantin prekret protiv Toronta. Na tradicionalnoj 57. All-Star utakmici u Montrealu Kovaljčuk je ponovo izglasan kao zamjena momčadi Istoka. Skoro mjesec dana nakon All-Star nastupa Thrashersi su zabilježi dvije sjajne utakmice. Večer nakon velikih 8:4 u Anaheimu, pobijedili su i u LA-u, a posebno će ove dvije utakmice pamtiti Kovaljčuk, koji je kalifornijskim rivalima kombinirano isporučio pet "komada". Međutim, već u ožujku Atlanta je ispala iz utrke za play-off, tako da je do kraja reguralnog dijela sezone igrala bez ikakvog pritiska i potpuno rasterećeno. Thrashersi su zbog toga igrali sjajno i upisali deset pobjeda u 13 utakmica.
U veljači 2010. Kovaljčuk je odbio potpisati novi 12-godišnji ugovor s Atlanta Thrashersima vrijedan 101 milijun dolara. Nekoliko sati prije karaja roka za razmjenu igrača mijenjan je u New Jersey. Kovaljčuk je u New York došao zajedno s finskim braničem Anssijem Samlemom, dok su u suprotnom pravcu krenuli branič Johhny Oduya, rookie-napadač Niclas Bergfors i mladi član jedne od Devilsovih filijala Patrice Cormier. Devilsi su Thrashersima također prepustili pravo svog izbora u prvom kruga drafta 2010. godine. Za osam godina provedenih u Atlanti Kovaljčuk je odigrao 594 utakmice, u kojima je upisao 328 golova te ukupno 615 bodova, što ga čini najefikasnijim igračem Thrashersa u kratkoj povijesti ovog kluba. U posljednjoj sezoni u 49 utakmica zabio je 31 gol te dodao 27 asistencija.

### New Jersey Devils
6. veljače 2010. debitirao je na domaćem ledu u pobjedi Devilsa 4:3 nad Toronto Maple Leafsima i upisao dva boda (dvije asistencije).

## Statistika karijere

### Klupska statistika
| 2001./02.    | Atlanta Thrashers        | NHL          | 65  | 29  | 22  | 51  | 28  | — | — | — | — | —  |
| 2002./03.    | Atlanta Thrashers        | NHL          | 81  | 38  | 29  | 67  | 57  | — | — | — | — | —  |
| 2003./04.    | Atlanta Thrashers        | NHL          | 81  | 41  | 46  | 87  | 63  | — | — | — | — | —  |
| 2004./05.    | Ak Bars Kazan            | RSL          | 53  | 19  | 23  | 42  | 72  | 4 | 0 | 1 | 1 | 0  |
| 2005./06.    | Himik Moskovskaja oblast | RSL          | 11  | 8   | 5   | 13  | 24  | — | — | — | — | —  |
| 2005./06.    | Atlanta Thrashers        | NHL          | 78  | 52  | 46  | 98  | 68  | — | — | — | — | —  |
| 2006./07.    | Atlanta Thrashers        | NHL          | 82  | 42  | 34  | 76  | 66  | 4 | 1 | 1 | 2 | 19 |
| 2007./08.    | Atlanta Thrashers        | NHL          | 79  | 52  | 35  | 87  | 52  | — | — | — | — | —  |
| 2008./09.    | Atlanta Thrashers        | NHL          | 79  | 43  | 48  | 91  | 50  | — | — | — | — | —  |
| Ukupno – RSL | Ukupno – RSL             | Ukupno – RSL | 64  | 17  | 28  | 55  | 96  | 8 | 1 | 1 | 3 | 19 |
| Ukupno – NHL | Ukupno – NHL             | Ukupno – NHL | 545 | 297 | 260 | 557 | 384 | 4 | 1 | 1 | 2 | 19 |

### Reprezentacija
| Godina           | Reprezentacija   | Natjecanje       |    | OU | G  | A  | Bod | KM |
| ---------------- | ---------------- | ---------------- | -- | -- | -- | -- | --- | -- |
| 2000.            | Rusija (juniori) | SJP-U18          | 6  | 2  | 3  | 5  | 6   |    |
| 2001.            | Rusija (juniori) | SJP              | 7  | 4  | 2  | 6  | 37  |    |
| 2001.            | Rusija (juniori) | SJP-U18          | 6  | 11 | 4  | 15 | 26  |    |
| 2002.            | Rusija           | ZOI              | 6  | 1  | 2  | 3  | 14  |    |
| 2003.            | Rusija           | SP               | 7  | 4  | 0  | 4  | 6   |    |
| 2004.            | Rusija           | SP               | 6  | 3  | 1  | 4  | 6   |    |
| 2004.            | Rusija           | SK               | 4  | 1  | 0  | 1  | 4   |    |
| 2005.            | Rusija           | SP               | 9  | 3  | 3  | 6  | 4   |    |
| 2006.            | Rusija           | OI               | 8  | 4  | 1  | 5  | 31  |    |
| 2007.            | Rusija           | SP               | 9  | 2  | 5  | 7  | 10  |    |
| 2008.            | Kanada           | SP               | 8  | 2  | 6  | 8  | 52  |    |
| 2009.            | Rusija           | SP               | 9  | 5  | 9  | 14 | 4   |    |
| Ukupno – juniori | Ukupno – juniori | Ukupno – juniori | 19 | 17 | 9  | 26 | 69  |    |
| Ukupno – seniori | Ukupno – seniori | Ukupno – seniori | 66 | 25 | 27 | 52 | 131 |    |

## Vanjske poveznice
- Profil na NHL.com
- Profil na Eurohockey.net
- Profil na The Internet Hockey Database